# Acrasia ava
Acrasia ava is een vlinder van de familie van de spanners (Geometridae). De wetenschappelijke naam van deze soort is voor het eerst voorgesteld als Mauna ava door Louis Beethoven Prout in een publicatie uit 1938.
De soort komt voor in Zuid-Afrika en Eswatini.